# Адміністративний устрій Переяслав-Хмельницького району
Адміністративний устрій Переяслав-Хмельницького району — адміністративно-територіальний поділ Переяслав-Хмельницького району Київської області на 1 міську і 4 сільські громади, які об'єднують 51 населений пункт і підпорядковані Переяслав-Хмельницькій районній раді. Адміністративний центр — місто Переяслав, яке є містом обласного значення та не входить до складу району.

## Список громадПереяслав-Хмельницького району
| № | Назва                                         | Центр        | Населені пункти | Площа км² | Місце за площею | Населення (2001), чол. | Місце за населенням |
| - | --------------------------------------------- | ------------ | --- | --------- | --------------- | ---------------------- | ------------------- |
| 1 | Дівичківська сільська територіальна громада   | с. Дівички   | с. Дівички с. Єрківці с. Ковалин с. Стовп'яги с. Веселе с. Гречаники с. Кавказ | 267,04    |                 | 4571                   |                     |
| 2 | Студениківська сільська територіальна громада | с. Студеники | с. Козлів с. Переяславське с. Сомкова Долина с. Соснівка с. Соснова с. Студеники с. Строкова с. Пристроми с. Заострів с. Семенівка с. Леляки                                                                       | 191,37    |                 | 3969                   |                     |
| 3 | Ташанська сільська громада                    | с. Ташань    | с. Виповзки с. Воскресенське с. Горбані с. Дениси с. Мала Каратуль с. Положаї с. Помоклі с. Ташань с. Травневе с. Чопилки с. Шевченкове с. Пологи-Вергуни с. Натягайлівка с. Перше Травня с. Улянівка с. Тарасівка | 249,05    |                 | 5398                   |                     |
| 4 | Циблівська сільська громада                   | с. Циблі     | с. Вінинці с. Лецьки с. Пологи-Чобітки с. Пологи-Яненки с. Світанок с. Хоцьки с. Циблі | 380,69    |                 | 7715                   |                     |
| 5 | Переяславська                                 | м. Переяслав | м. Переяслав с.с. Велика Каратуль с. Мар'янівка с. Плескачі с. Вовчків с. Гайшин с. Гребля с. Чирське с. Гланишів с. Довга Гребля с. Дем'янці с. Харківці с. Мазінки                                               | 261,1     |                 | 32 256                 |                     |

* Примітки: м. — місто, смт — селище міського типу, с. — село, с-ще — селище